# Chuyến bay 733 của Asiana Airlines
Chuyến bay 733 của Asiana Airlines (OZ733, AAR733, số đăng ký HL7229) là chuyến bay chở khách nội địa của Asiana Airlines từ Sân bay quốc tế Gimpo (SEL vào thời điểm đó, nay là GMP) đến Sân bay Mokpo (MPK), Hàn Quốc. Chiếc Boeing 737 bị rơi vào ngày 26 tháng 7 năm 1993, tại khu vực Hwawon của huyện Haenam, tỉnh Jeolla Nam. Nguyên nhân vụ tai nạn được xác định là do lỗi phi công dẫn đến máy bay điều khiển bay vào địa hình. 68 trong số 116 hành khách và phi hành đoàn trên máy bay thiệt mạng.

## Bối cảnh

### Máy bay
Chiếc máy bay thuộc dòng Boeing 737-5L9, thực hiện chuyến bay đầu tiên vào ngày 14 tháng 6 năm 1990. Máy bay được giao cho Maersk Air vào ngày 26 tháng 6 cùng năm (với đăng ký OY-MAB). Sau đó chiếc máy bay được Asiana Airlines thuê vào ngày 26 tháng 11 năm 1992.

### Hành khách và phi hành đoàn
Có ba công dân Nhật Bản và hai công dân Mỹ trong số các hành khách, nhiều người trong số đó là những người đi du lịch tới khu nghỉ mát mùa hè nổi tiếng ngoài biển Hoàng Hải, theo hãng hàng không. Cơ trưởng là Hwang In-ki (tiếng Hàn: 황인기, Hanja: 黃仁淇, RR: Hwang In-gi. M-R: Hwang In'gi), và phó cơ trưởng là Park Tae-hwan (tiếng Hàn: 박태환, Hanja: 朴台煥, RR: Bak Tae-hwan. M-R: Pak T'ae-hwan). Tổng cộng có bốn tiếp viên hàng không trên máy bay.
| Quốc tịch | Hành khách | Phi hành đoàn | Tổng cộng |
| --------- | ---------- | ------------- | --------- |
| Hàn Quốc  | 105        | 6             | 111       |
| Nhật Bản  | 3          | -             | 3         |
| Mỹ        | 2          | -             | 2         |
| Tổng cộng | 110        | 6             | 116       |

## Tai nạn
Vào ngày 26 tháng 7 năm 1993, chuyến bay 733 khởi hành từ Sân bay quốc tế Gimpo ở Seoul, đến Sân bay Mokpo, thời gian dự kiến lúc 15:15. Vào thời điểm trên, điều kiện thời tiết ở khu vực Mokpo và Yeongam có mưa to và gió lớn. Tuy nhiên, điều kiện thời tiết không đủ để trì hoãn thời gian đến. Chuyến bay dự định hạ cánh xuống đường băng 06. Máy bay thực hiện lần hạ cánh đầu tiên lúc 15:24 nhưng không thành công, tiếp theo là lần hạ cánh thứ hai lúc 15:28, cũng không thành công. Đến 15h38, sau hai lần hạ cánh không thành công, máy bay thực hiện lần thứ ba. Chiếc máy bay hai động cơ sau đó biến mất khỏi radar lúc 15:41. Lúc 15:48, máy bay đâm vào sườn núi Ungeo, ở độ cao 800 foot (240 m). Lúc 15:50, chiếc máy bay được tìm thấy gần Masanri, huyện Haenam, tỉnh Jeolla Nam, cách sân bay Mokpo khoảng 10 kilômét (6,2 mi; 5,4 nmi) về phía tây nam. Tin tức được thuật lại bởi hai hành khách sống sót thoát khỏi đống đổ nát và chạy đến nhánh Hwawon-myeon của ngôi làng bên dưới ngọn núi. Các hành khách kể lại máy bay bắt đầu chuyển hướng.

## Nguyên nhân
Hãng hàng không Asiana Airlines cho biết sau khi vụ tai nạn xảy ra, máy bay đã giảm tốc độ do ba lần hạ cánh và dường như đã bị rơi. Các chuyên gia cho biết khoảng cách đến đường băng ngắn hơn 4.900 foot (1.500 m) chỉ theo một hướng. Các đường băng không được lắp đặt ILS. Sân bay Mokpo chỉ được trang bị VOR/DME, dẫn đến việc phi công thực hiện các nỗ lực hạ cánh quá mức trong một số trường hợp, và là một trong những nguyên nhân gây ra vụ tai nạn. Một cơ quan công tố phụ trách điều tra vụ tai nạn, cho biết máy bay biến mất khỏi đường bay bình thường, và các phi công có thể đã hạ cánh không chủ ý do hiểu nhầm. Cả hai phi công đều thiệt mạng trong vụ tai nạn. Tổng giám đốc Bộ Giao thông Vận tải Chung Jong-hwan nói rằng hành động của cơ trưởng Hwang đã gây ra vụ tai nạn. Một cuộc điều tra cho thấy lỗi của phi công là nguyên nhân gây ra vụ tai nạn khi máy bay bắt đầu hạ độ cao trong khi nó vẫn đang bay qua một ngọn núi. Bộ ghi âm chuyến bay được tìm thấy và ghi lại sau lần thử thứ ba, phi hành đoàn nói với bộ phận điều khiển rằng máy bay đang bay lệch hướng. Theo bộ ghi âm buồng lái (CVR), cơ trưởng Hwang đã điều khiển máy bay xuống dưới độ cao an toàn tối thiểu (1.600 foot (490 m)), như Hwang nói, "đồng ý, tám trăm [foot]," vài giây trước khi va chạm.

## Hậu quả
Đây là vụ tai nạn máy bay gây chết người đầu tiên (và tính đến năm 2013, chết chóc nhất) của Asiana Airlines. Sau vụ tai nạn, Asiana đã đình chỉ tuyến Gimpo - Mokpo. Hãng Asiana Airlines đã bồi thường cho các gia đình nạn nhân. Ngoài ra, vào thời điểm đó, sở giao thông vận tải đang có kế hoạch xây dựng sân bay quốc tế Muan ở huyện Muan, tỉnh Jeolla. Khi Sân bay quốc tế Muan được khai trương vào năm 2007, Sân bay Mokpo bị đóng cửa và chuyển đổi thành một căn cứ quân sự. Vụ tai nạn cũng khiến Asiana hủy đơn đặt hàng chiếc máy bay Boeing 757-200 và thay vào đó đặt hàng chiếc máy bay Airbus A321.
Sau vụ tai nạn của chuyến bay 733, Asiana Airlines xảy ra thêm hai vụ tai nạn vào tháng 7 năm 2011 và tháng 7 năm 2013, dẫn đến việc bị gọi là "lời nguyền số bảy".
Chuyến bay 733 là vụ tai nạn hàng không gây chết người nhất ở Hàn Quốc vào thời điểm đó. Ngày 15 tháng 4 năm 2002, Chuyến bay 129 của Air China bị rơi, vụ tai nạn làm 129 người thiệt mạng. Đây cũng là vụ tai nạn có số người tử vong nhiều nhất liên quan đến chiếc Boeing 737-500 vào thời điểm đó. Ngày 14 tháng 9 năm 2008, Chuyến bay 821 của Aeroflot xảy ra tai nạn khiến 88 người thiệt mạng. Tính đến năm 2022, chuyến bay 733 vẫn là vụ tai nạn chết người thứ hai trong cả hai vụ tai nạn trên.

### Số chuyến bay
Asiana Airlines vẫn sử dụng chuyến bay số hiệu 733 trên đường bay Seoul-Incheon - Hà Nội vào tối muộn.